# Côte du Hurdumont

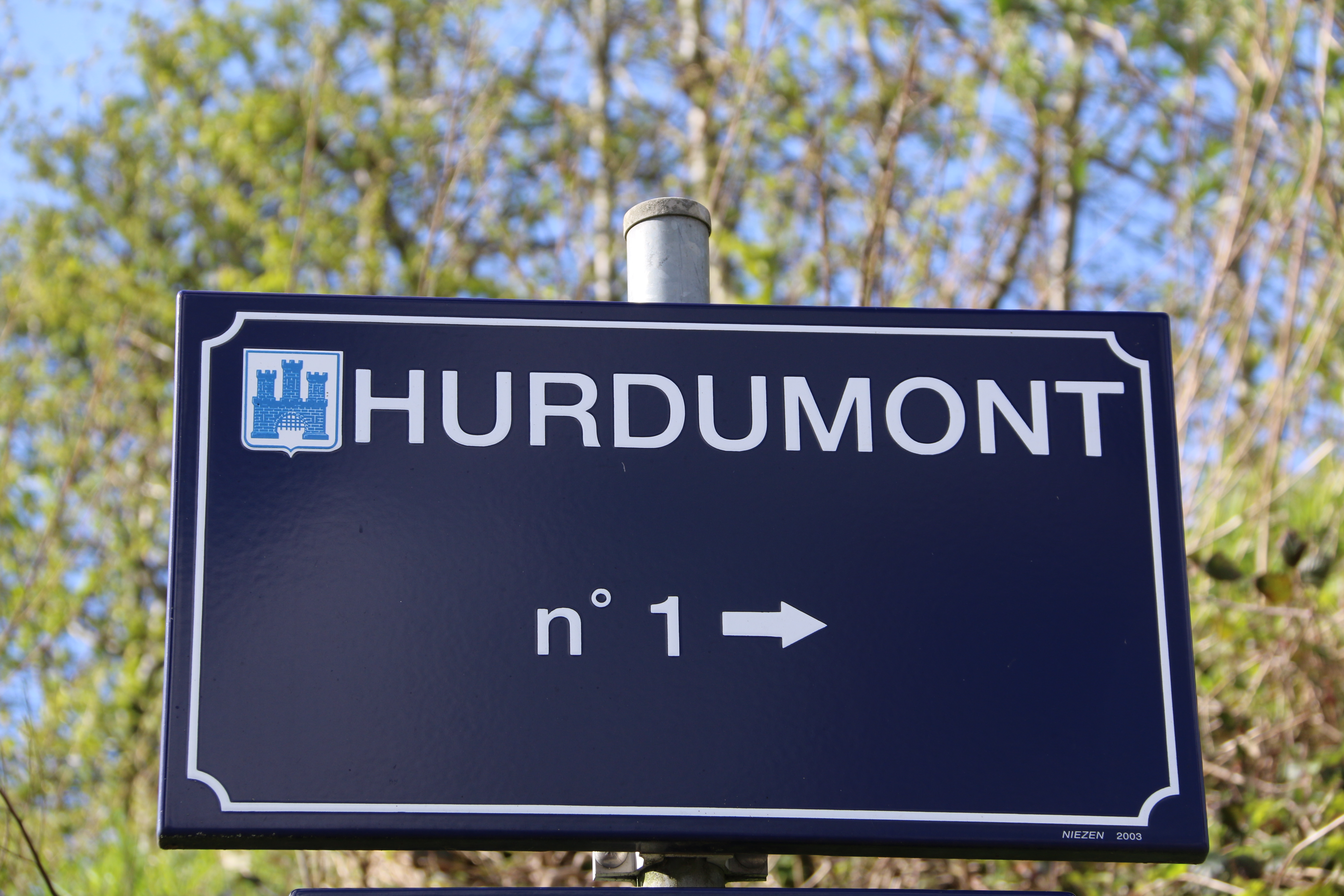

De Côte du Hurdumont is een helling nabij Vloesberg (Frans: Flobecq) in de Belgische provincie Henegouwen. Iets meer ten noordwesten begint de beklimming van de zogenaamde Pottelberg. Iets meer naar het oosten ligt de helling Plachettes .

## Wielrennen
De helling is meermaals opgenomen in Dwars door Vlaanderen toen deze nog Dwars door België heette. Daarnaast wordt ze opgenomen in de Triptyque des Monts et Châteaux en in 2014 in de 5e etappe van de Eneco Tour.